# Project Vantage
Le Project Vantage est un concept car dévoilé en 1998 par Aston Martin au Salon international de l'automobile d'Amérique du Nord, à Détroit.
Dessiné par Ian Callum, ce prototype fait sensation lors de sa présentation à la presse et au public.
Il est équipé d'un tout nouveau moteur V12 de 6,0 litres de cylindrée développant 450 ch et d'une nouvelle boîte de vitesses séquentielle type F1, une première pour Aston Martin.
Les performances estimées étaient optimistes avec une vitesse maximale de 320 km/h. C'est ce dont finalement était capable la Vanquish S présentée en 2004.
Resté propriété d'Aston Martin, le Project Vantage est à l'origine de l'Aston Martin V12 Vanquish présentée durant l'automne 2000 et commercialisée pendant l'été 2001.